# Alux
Alux (del maia alux, amb el mateix significat) és, per al maia al sud-est de Mèxic i en certs llocs de Belize i Guatemala, l'equivalent de l'elf (el follet germànic), i com ell es dedica a robar objectes brillants, dolços o tabac, bestiar, i a fer tota mena de entremaliadures.

## Mitologia
En llengua maia, el plural d'alux és aluxo'ob, encara que a la major part de Mèxic el plural es forma com en el castellà: aluxes. És el nom donat al follet o esperit en la tradició mitològica d'alguns pobles maies del sud-est de Mèxic, Belize i Guatemala. Es creu que els aluxo'ob o aluxes són petits, amb una alçada que només s'acosta a l'alçada dels genolls d'una persona mitjana, i amb l'aparença de persones miniatura, tradicionalment vestides a la usança maia. La tradició sosté que els aluxes són invisibles generalment, però poden assumir forma física amb el propòsit de comunicar-se o espantar els humans així com per congregar-se entre ells. Estan associats generalment amb llocs de la natura com ara les selves, grutes, roques i els camps, però també poden ser engatusats a moure's cap a algun lloc per rebre ofrenes. La seva descripció i paper mitològic, com per exemple els estratagemes que ells fan, són molt semblants a les que tenen altres entitats mítiques en altres cultures (tal com el leprechaun celta o el chaneque totonaca). Es diu que habiten als cenotes i grutes. Els aluxes també han de protegir el món subterrani maia, el Xibalbà. Per ingressar a un bosc o santuari, cal demanar permís als aluxes per evitar que les seves ments causin accidents, malalties o fins i tot desastres naturals (huracans, tempestes, llamps).